# Gran Premio della stampa estera
Il Gran Premio della stampa estera è un premio assegnato ogni anno ad un film italiano meritevole dai membri della stampa estera presenti in Italia, durante la cerimonia dei Globi d'oro.

## Gran Premio della stampa estera

### Anni 2001-2009
- 2001 - I cento passi di Marco Tullio Giordana
- 2002 - Jurj di Stefano Gabrini
- 2003 - Prendimi l'anima di Roberto Faenza
- 2004 - La meglio gioventù di Marco Tullio Giordana
- 2005 - Le conseguenze dell'amore di Paolo Sorrentino
- 2006 - La terra di Sergio Rubini
- 2007 - L'orchestra di piazza Vittorio di Agostino Ferrente
- 2008 - Sonetàula di Salvatore Mereu
- 2009 - Vincere di Marco Bellocchio

### Anni 2010-2019
- 2010 - L'uomo che verrà di Giorgio Diritti
- 2011 - Noi credevamo di Mario Martone
- 2012 - Il primo uomo di Gianni Amelio
- 2013 - L'intervallo di Leonardo Di Costanzo
- 2014 - In grazia di Dio di Edoardo Winspeare
- 2015 - Torneranno i prati di Ermanno Olmi
- 2016 - Fuocoammare di Gianfranco Rosi
- 2017 - Restaurare il cielo di Tommaso Santi
- 2018 - L'esodo di Ciro Formisano
- 2019 - Musiche di Il traditore di Marco Bellocchio, Jasmine Trinca e Nicola Piovani

### Anni 2020-2029
- 2020 - Carlo Poggioli
- 2021 - Renato Pozzetto
- 2022 - Cineteca di Bologna
- 2023 - John Malkovich
- 2024 - Maurizio Lombardi